# Henrik Lundqvist
Henrik Lundqvist, født 2. marts 1982 i Åre i Sverige, er en svensk pensioneret ishockeymålmand som spillede i 20 sæsoner for NHL- holdet New York Rangers. Han har en tvillingebror, Joel Lundqvist, som spillede for fet svenske hold, Frölunda indians, og som kaptajn for det svenske ishockey landshold.
Henrik Lundqvist spillede i Rögle BK sammen med tvillingebroren Joel inden de begge skiftede til Frölunda Indians.
Henrik Lundqvist var førstemålmand i Frölunda Indians 2002-2005. Efter sit andet svenske mesterskab med Frölunda Indians forlod Lundqvist den svenske Eliteserie for at spille i NHL for New York Rangers.

## Første sæson i NHL
I New York indledte Lundqvist i 2005 sin debutsæson som andenmålmand til Kevin Weekes. Efter nogle vellykkede indsatser i de kampe hvor han fik chancen fra start erobrede han pladsen som førstemålmand fra Weekes. Lundqvist blev også hurtigt meget populær blandt de ellers kritiske Rangers-fans. Denne sæson nåede Rangers slutspillet hvor man dog blev slået ud med 4-0 i kampe af New Jersey Devils.
Som et kuriosum kan det nævnes at Lundqvist i sin første sæson var med til at vinde den hidtil længste straffeslagsafgørelse i NHL i en kamp mod Washington Capitals. Efter 15 forsøg til hvert af de to hold afgjorde Lundqvists holdkammerat Marek Malik med et spektakulært mål som han scorede med staven mellem benene.
Efter sin debutsæson blev Lundqvist en af tre nominerede til Vezina Trophy som ligaens bedste målmand, et trofæ der gik til Miikka Kiprusoff fra Calgary Flames.

## Fortsættelsen i NHL
Lundqvists anden sæson i NHL blev ikke indledt nær så godt. Han viste ikke samme form som under sin første sæson og havde en målmandsstatistik på det jævne. Efter jul gik det dog markant bedre for Lundqvist og han sluttede sæsonen med en udmærket redningsprocent på 91,7 %. Endnu en gang nåede Rangers slutspillet efter en flot slutspurt i grundspillet, godt hjulpet af Lundqvist i målet. I første runde slog man Atlanta Thrashers med 4-0 i kampe inden man tabte til Buffalo Sabres med 4-2 i kampe. For andet år i træk blev Lundqvist nomineret til Vezina Trophy, som denne gang gik til Martin Brodeur fra New Jersey Devils.
Lundqvist har etableret sig som førstevalg for Rangers i en sådan grad at han fra godt og vel midtvejs i sæsonen 2006-07 til et stykke ind i sæsonen 2007-08 startede 43 kampe i træk for Rangers, hvilket er meget usædvanligt i NHL.

## Kælenavne
Lundqvist er kendt under flere kælenavne:
- I Sverige er han bl.a. kendt som "Henke" og "Lunkan".
- I New York er han bl.a. kendt som "King Henrik". Under Rangers' hjemmekampe i Madison Square Garden kan man ofte høre fansene råbe "Hen-rik, Hen-rik".

## Landshold
Lundqvist tog guld med Sveriges ishockeylandshold ved Vinter-OL 2006 i Torino.

## Meriter
- Landskampe: 74 A, 66 J
- JVM-bronze 2000
- Årets Junior 2002
- VM
  - Guld 2017
  - Sølv 2003, 2004
- Svensk mester 2003, 2005
- Honkens trofé 2003, 2004, 2005
- Guldhjälmen 2005
- Guldpucken 2005
- OL
  - Guld 2006
  - Sølv 2014
- Månedens spiller i Europa, marts 2005, april 2005[1]

## Klubber
- Järpens IF (Moderklub)
- Rögle BK
- IF Mölndal Hockey 2000-2001
- Frölunda Indians 1999-2005
- New York Rangers 2005-2020
- Washington Capitals 2020-[2]